# Barbara Gaskin
Barbara Gaskin (* 5. Juni 1950 in Hatfield, Hertfordshire) ist eine englische Sängerin, die mit ihrem musikalischen Partner Dave Stewart 1981 einen Nummer-1-Hit in den britischen Charts hatte. Zuvor hatte sie bereits mit den Bands Spirogyra, Hatfield and the North und der Ottawa Music Company Erfolge verzeichnet.
Im Laufe ihrer musikalischen Karriere hat Barbara Gaskin mit zahlreichen Bands und Musikern zusammengearbeitet, darunter Egg (The Civil Surface), National Health, Peter Blegvad (The Naked Shakespeare), Phil Miller, Nigel Planer (Neil's Heavy Concept Album), Jane Wiedlin (Tangled), Rick Biddulph und Mont Campbell (Music from a Round Tower).

## Leben und Wirken
Barbara Gaskin wuchs in ihrem Geburtsort Hatfield im Südosten Englands auf. Ab ihrem zehnten Lebensjahr hatte sie Unterricht im Piano- und Cellospiel. Sie brachte sich die Grundzüge des Spielens auf der akustischen Gitarre selbst bei und trat in den Folk-Clubs der Umgebung auf.
1969 begann sie an der University of Kent in Canterbury, Philosophie und Literatur zu studieren. Schnell fand sie Anschluss an die lokale Folk-Szene und wurde Sängerin der Band Spirogyra, mit der sie drei Alben einspielte. Die Band trat häufig in Großbritannien auf und absolvierte auch einige erfolgreiche Europatourneen.
Während dieser Zeit lernte Gaskin Steve Hillage und Dave Stewart kennen. Sie trat mit der Band Hatfield and the North auf und war Mitglied der Ottawa Music Company, die Stewart und Chris Cutler 1971 ins Leben riefen.
Als Spirogyra sich 1974 auflöste, reiste Gaskin fast drei Jahre lang durch Asien, angeregt durch ihr Interesse an fernöstlicher Philosophie. Sie verdiente ihren Lebensunterhalt als Englischlehrerin, war aber auch als Sängerin aktiv. Zu den Stationen ihre Reise zählen Japan, Java, Bali und Indien.
Zurück in England wurde Gaskin Mitglied der nur mit Frauen besetzten Band Red Roll On, wo sie Keyboards spielte und sang. Mit Canterbury als Ausgangspunkt traten sie im Großraum London auf.
Gaskin begann auch wieder, mit Stewart zusammenzuarbeiten. Sie sang im Chor auf Bill Brufords Album Gradually Going Tornado (1980), zu dem Stewart einige Kompositionen beitrug. 1981 hatten Gaskin und Stewart einen Nummer-1-Hit mit ihrer Neuaufnahme des Popklassikers It’s My Party, mit dem schon Lesley Gore 1963 einen Nummer-1-Hit gehabt hatte. Die Zusammenarbeit des Duos, die auch heute noch andauert, resultierte in einer Serie von Alben und Singles, von denen jedoch keine mehr – trotz einiger weiterer Chartplatzierungen wie Busy Doing Nothing (1983) und The Locomotion (1986) – den Erfolg von It’s My Party wiederholen konnte.

## Diskografie mit Dave Stewart

### Alben
- 1987: The Singles
- 1990: The Big Idea
- 1991: Spin
- 2009: Green and Blue
- 2009: The TLG Collection
- 2018: Star Clocks

### Kompilationen
- 1986: Up from the Dark
- 1988: As Far as Dreams Can Go
- 1990: The Singles Broken Records
- 1993: Selected Tracks

### Singles
| Jahr | Titel Album          | Höchstplatzierung, Gesamtwochen, AuszeichnungChartplatzierungen (Jahr, Titel, Album, Platzierungen, Wochen, Auszeichnungen, Anmerkungen) | Höchstplatzierung, Gesamtwochen, AuszeichnungChartplatzierungen (Jahr, Titel, Album, Platzierungen, Wochen, Auszeichnungen, Anmerkungen) | Höchstplatzierung, Gesamtwochen, AuszeichnungChartplatzierungen (Jahr, Titel, Album, Platzierungen, Wochen, Auszeichnungen, Anmerkungen) | Höchstplatzierung, Gesamtwochen, AuszeichnungChartplatzierungen (Jahr, Titel, Album, Platzierungen, Wochen, Auszeichnungen, Anmerkungen) | Höchstplatzierung, Gesamtwochen, AuszeichnungChartplatzierungen (Jahr, Titel, Album, Platzierungen, Wochen, Auszeichnungen, Anmerkungen) | Anmerkungen |
| Jahr | Titel Album          | DE | AT | CH | UK | US | Anmerkungen |
| ---- | -------------------- | --- | --- | --- | --- | --- | ----------- |
| 1981 | It’s My Party –      | DE3 (23 Wo.)DE | AT3 (14 Wo.)AT | CH6 (8 Wo.)CH | UK1 Gold · (13 Wo.)UK | US72 (8 Wo.)US |             |
| 1983 | Busy Doing Nothing – | — | — | — | UK49 (5 Wo.)UK | — |             |
| 1986 | The Locomotion –     | — | — | — | UK70 (4 Wo.)UK | — |             |

Weitere Singles
- 1981: Johnny Rocco
- 1983: Siamese Cat Song
- 1983: Leipzig
- 1984: I’m in a Different World
- 1986: Up from the Dark (Excerpts)
- 1988: As Far as Dreams Can Go
- 1992: Walking the Dog
- 2009: Hour Moon (5 Bonus-Tracks zum Album Green and Blue)